# Marisa Solinas
Marisa Anna Solinas (Genova, 30 maggio 1939 – Marino, 13 febbraio 2019) è stata un'attrice e cantante italiana. Fu una delle starlette che apparvero sulla prima copertina di Playmen, nel 1968. Era sorella dell'attrice e cantante Vittoria Solinas, meglio nota come Maria Sole.

## Biografia

Il matrimonio di Marisa Solinas con Italo Panone, 25 settembre 1964

La famiglia (di origini sarde il padre, madre toscana della Garfagnana), gestiva un bar a Genova; Marisa durante l'adolescenza sognava l'attività di cantante lirica, frequentando una scuola di canto presso il Teatro Carlo Felice di Genova, ma decise di dedicarsi alla musica leggera e nel 1960 si trasferì a Milano accompagnata dalla madre.
Fu però notata da Mario Monicelli, che la fece debuttare nel film Boccaccio '70 come protagonista nell'episodio Renzo e Luciana, la tormentata storia d'amore di due giovani impiegati di una grande azienda, contrastati nel loro amore dalle convenzioni sociali dell'era del "boom economico".
In seguito alla morte di Luigi Tenco, la Solinas dichiarò che il suicidio del cantautore era stato causato anche da alcuni debiti contratti per pagare una tangente di sei milioni agli organizzatori del Festival di Sanremo: la Solinas fu denunciata nella primavera del 1967 dalla società organizzatrice, e sostenne anche di aver ricevuto minacce verso il figlio David se non avesse rettificato le dichiarazioni.
Interpreta musicarelli come Riderà (Cuore matto) e B-movie, ma anche pellicole di qualità nell'ambito della commedia all'italiana, come Viaggio di nozze all'italiana (1966), L'arbitro (1974), Tutti dentro e I due carabinieri (1984).
Solo nel 1964 debuttò come cantante con Devi imparare, canzone di cui venne anche realizzato un filmato diffuso nel circuito dei cinebox, ma non ebbe fortuna. Ha inciso per La voce del padrone, la CDB e altre etichette minori canzoni come solista o accanto ad altri cantanti e attori, come Andrea Giordana.

Marisa Solinas con il figlio David nel 1967

Particolare scalpore fece la sua interpretazione di due canzoni erotiche: L'estasi, cantata assieme ad Andrea Giordana, una scopiazzata di Je t'aime... moi non plus, di cui riecheggia anche la melodia, composta da Elvio Monti su testo del futuro marito della sorella Vittoria, Armando Stula. Il secondo è Amo sentirvi, inciso insieme alla sorella e a Stula, sulla cui copertina i tre appaiono nudi a mezzo busto.
Negli anni settanta un'altra sua canzone trasgressiva fu Vai suora vai, il cui testo racconta di una suora in preda a fantasie erotiche e sulla cui copertina del 45 giri la Solinas si fa ritrarre vestita da monaca ma in posa sexy. Nel 1973 posa nuda per Gina Lollobrigida, che la sceglie come modella per il suo libro di fotografie Italia mia. Nel 1981 si cimenta anche nel teatro, interpretando la parte della sordida madre ne Il Pellicano di August Strindberg, diretto da Lorenzo Cicero. Lo spettacolo fu realizzato in collaborazione con l'Ambasciata di Svezia a Roma. La figlia era Liliana Eritrei.
Negli anni novanta ha ricoperto cariche di rilievo all'interno dell'IMAIE, che tutela gli artisti dello spettacolo. Nel 2009 ha pubblicato una raccolta intitolata Venerefenice - Retrospettiva, in cui sono racchiuse alcune sue incisioni e qualche inedito, tra cui un medley di varie canzoni (Smile di Charlie Chaplin, Cabaret, Amado mio e altre) eseguite con l'accompagnamento al pianoforte del maestro Elvio Monti.
Dal 2000 ha partecipato a numerose trasmissioni e omaggi alla carriera, insieme al figlio David Panone e all'autore del libro a lei dedicato, Claudio Manari, Marisa Solinas, la Venere del cinema italiano, pubblicato nel 2016 EUS Edizioni, con le prefazioni degli attori ed amici Giancarlo Giannini, Enzo Decaro e del maestro Ciro Cellurale, autore della copertina del libro. 
Nel 2017 è stata protagonista di una retrospettiva presso la Sala Trevi del Centro Sperimentale di Cinematografia durante la quale sono stati proiettati i suoi film e brani di sue canzoni.
Muore il 13 febbraio 2019 a Marino a 79 anni.

## Filmografia
- Scano Boa, regia di Renato Dall'Ara (1961)
- Boccaccio '70, regia di Mario Monicelli (1962)
- Il peccato (Noche de verano), regia di Jorge Grau (1962)
- La commare secca, regia di Bernardo Bertolucci (1962)
- Heimweh nach St. Pauli, regia di Werner Jacobs (1963)
- Senza sole né luna, regia di Luciano Ricci (1964)
- Le conseguenze, regia di Sergio Capogna (1964)
- Freddy, Tiere, Sensationen, regia di Karl Vibach (1964)
- Viale della canzone, regia di Tullio Piacentini (1965)
- Viaggio di nozze all'italiana, regia di Mario Amendola (1966)
- Vergine per un bastardo, regia di Ubaldo Ragona (1966)
- Riderà (Cuore matto), regia di Bruno Corbucci (1967)
- Una colt in pugno al diavolo, regia di Sergio Bergonzelli (1967)
- Il padre di famiglia, regia di Nanni Loy (1967)
- Sangue chiama sangue, regia di Luigi Capuano (1968)
- Giarrettiera Colt, regia di Gian Rocco (1968)
- Killer, adios, regia di Primo Zeglio (1969)
- Una ragazza di Praga, regia di Sergio Pastore (1969)
- Le dieci meraviglie dell'amore, regia di Sergio Bergonzelli (1969)
- Plagio, regia di Sergio Capogna (1969)
- Violentata sulla sabbia, regia di Renzo Cerrato (1971)
- Blindman, regia di Ferdinando Baldi (1971)
- Il tuo piacere è il mio, regia di Claudio Racca (1973)
- L'arbitro, regia di Luigi Filippo D'Amico (1974)
- La città dell'ultima paura, regia di Carlo Ausino (1975)
- Tutti dentro, regia di Alberto Sordi (1984)
- I due carabinieri, regia di Carlo Verdone (1984)
- Sindrome veneziana, regia di Carlo U. Quinterio (1989)
- L'ombra del gigante, regia di Roberto Petrocchi (2000)
- Almost Blue, regia di Alex Infascelli (2000)

### Televisione
- Quo vadis? – miniserie TV (1985)
- Una donna, tre vite-Lucia – film TV (2005)

## Teatro
- La commedia del Decamerone di Mario Amendola e Bruno Corbucci, regia di Amendola e Corbucci (1972)

## Discografia

### Album
- 1978 – Il dito sulla...mala (Beat Records Company, LPF 043, LP)
- 2009 – Venerefenice - Retrospettiva (Domani Musica, DMCD 0505, CD)

### Singoli
- 1964 – Devi imparare/Le tue care dolci cose (La voce del padrone, MQ 1942)
- 1965 – Per un'ipotesi/Vestita di lino (La voce del padrone, MQ 1958)
- 1966 – Per chi sogna Annamaria/Tanti auguri a te (La voce del padrone, MQ 2027)
- 1966 – Il mio albero/Io t'amo (La voce del padrone, MQ 2047)
- 1969 – L'estasi/Universo (CDB, CDB 1135) con Andrea Giordana
- 1969 – Amo sentirvi/Come uno specchio (CDB, CDB 1137) lato A con Armando Stula e Vittoria Solinas; lato B con Armando Stula
- 1978 – Piombo fuso/Ma io ti amo, (Mau Man, MM 5001)
- 1981 – Vai suora vai/George Sand (Blitz, BZ 103)
- 1984 – L'altalena/Nocciolina, (Blitz, BZ 113)

### Articoli
- Osvaldo Pagani, Il più giovane dei cantautori, Luigi Tenco, e l'attrice debuttante Marisa Solinas, si amavano fin da ragazzi, ma se lo sono detto solo pochi giorni fa, in Settimana Incom, 44 Anno XIV, 5 novembre 1961.
- Epoca, n. 568, 1961.
- Marisa insegue la grande rivincita, in Oggi, n. 32, 9 agosto 1962.
- Tempo, n. 22, 1º giugno 1963.
- L'Automobile, n. 15, 1966.
- La Domenica del Corriere, n. 10, 10 marzo 1970.

### Libri
- Claudio Manari , Marisa Solinas , la Venere del cinema Italiano , EUS Edizioni , 2016
- Enzo Giannelli, Solinas, Marisa, in Gino Castaldo (a cura di), Dizionario della canzone italiana, Curcio, 1990,  p. 1600.
- Enrico Lancia e Roberto Poppi, Solinas Marisa, in Dizionario del cinema italiano. Le attrici dal 1930 ai giorni nostri, Gremese editore, 2006,  p. 343.